# Alojzije Janković
Pour les articles homonymes, voir Janković.
Alojzije Janković est un joueur d'échecs croate né le 2 avril 1983 à Vinkovci.
Au 1er novembre 2024, il est le n°4 croate avec un classement Elo de 2 554 points.

## Biographie et carrière
Alojzije Janković remporta l'open de Zagreb en 2006, le tournoi B de Sarajevo en 2006, l'open de Sabadell en 2008. Grand maître international depuis 2006, il remporta l'open de Styrie en 2014 et le championnat de Croatie en 2015.
Il a représenté la Croatie lors de l'olympiade d'échecs de 2010 à Khanty-Mansiïsk, marquant 1,5 points sur 4 au cinquième échiquier (remplaçant) et de l'olympiade en ligne de 2020.
Il a participé à quatre championnats d'Europe par équipes de 1997 à 2017, jouant au quatrième échiquier en 2017. L'équipe de Croatie finit quatrième de la compétition en 2017.
En 2004, avec la Croatie il remporta la médaille d'or par équipe lors de la Coupe Mitropa (il jouait au premier échiquier). Lors de la Coupe Mitropa 2013, il remporta la médaille d'or individuelle au deuxième échiquier et la médaille d'or par équipe avec la Croatie.